# Otto Lang (Schauspieler)
Otto Lang (* 24. August 1906 in Frankfurt am Main; † 24. Juni 1984 in Weimar) war ein deutscher Schauspieler und Hochschullehrer.

## Leben
Lang, Sohn eines Gärtners, lernte von 1924 bis 1926 an der Frankfurter Schauspielschule, hatte dann Engagements in Remscheid, Herford, Frankfurt am Main und Bamberg. Zum 1. April 1933 trat er der NSDAP bei (Mitgliedsnummer 1.795.025). Von 1934 bis 1939 war er in Hildesheim tätig und wurde danach Spielleiter in Gleiwitz. 
Nach 1945 wurde er Mitglied der KPD/SED und lehrte ab 1947 am Deutschen Theater-Institut Weimar. Ab 1951 gehörte er der  Staatlichen Kommission für Kunstangelegenheiten als Mitglied an. Von 1953 bis 1958 war er Rektor der Theaterhochschule Leipzig. Von 1958 bis Juni 1973 wirkte er als Generalintendant des Deutschen Nationaltheaters Weimar. Er war ab 1958 Mitglied und von 1963 bis April 1973 Vizepräsident der Deutschen Shakespeare-Gesellschaft. Zeitweise war er Abgeordneter des Bezirkstags Erfurt.
Lang wurde 1966 mit dem Vaterländischen Verdienstorden in Bronze und 1971 in Silber ausgezeichnet. Lang starb im Alter von 77 Jahren in Weimar.

## Filmographie
- 1964: Der geteilte Himmel
- 1965: Solange Leben in mir ist
- 1968: Ich war neunzehn
- 1969: Zeit zu leben
- 1972: Trotz alledem!

## Theater

### Regie
- 1950: Julius Hay: Kamerad Mimi (Deutsches Theater-Institut Weimar)
- 1953: Julius Hay: Energie (Maxim-Gorki-Theater Berlin)
- 1958: Molière: Tartuffe (Städtische Theater Leipzig – Kammerspiele)
- 1959: Friedrich Schiller: Don Carlos (Deutsches Nationaltheater Weimar)
- 1959: Friedrich Schiller: Die Verschwörung des Fiesco zu Genua (Deutsches Nationaltheater Weimar)

### Schauspieler
- 1965: Friedrich Schiller: Wallenstein (Octavio) – Regie:Fritz Bennewitz (Deutsches Nationaltheater Weimar)